# 스타디오 아르만도 피키
스타디오 아르만도 피키(Stadio Armando Picchi) 구장은 위치한 지구의 이름인 아르덴차로도 불리며, 이탈리아 리보르노에 위치한 축구 경기장이다. AS 리보르노 칼초의 홈 경기가 이 곳에서 열린다.